# EPrix van Rome 2021
De ePrix van Rome 2021 werd gehouden over twee races op 10 en 11 april 2021 op het Circuito cittadino dell'EUR. Dit waren de derde en vierde races van het zevende Formule E-seizoen.
De eerste race werd gewonnen door Techeetah-coureur Jean-Éric Vergne. Sam Bird werd voor Jaguar tweede, terwijl zijn teamgenoot Mitch Evans derde werd.
De tweede race werd gewonnen door Mercedes-coureur Stoffel Vandoorne, die in de eerste race nog vanaf pole position startte. Alexander Sims werd tweede voor Mahindra. Norman Nato werd voor Venturi oorspronkelijk derde, maar hij werd gediskwalificeerd omdat hij te veel energie had verbruikt. Hierdoor ging de laatste podiumplaats naar Porsche-coureur Pascal Wehrlein.

## Race 1

### Kwalificatie
| Pos                 | No | Coureur                | Team             | Q1        | Q2       | Grid |
| ------------------- | -- | ---------------------- | ---------------- | --------- | -------- | ---- |
| 1                   | 5  | Stoffel Vandoorne      | Mercedes         | 1:38.963  | 1:38.484 | 1    |
| 2                   | 36 | André Lotterer         | Porsche          | 1:38.627  | 1:38.651 | 2    |
| 3                   | 22 | Oliver Rowland         | e.dams-Nissan    | 1:38.491  | 1:38.889 | 3    |
| 4                   | 11 | Lucas di Grassi        | Audi             | 1:39.050  | 1:38.903 | 4    |
| 5                   | 25 | Jean-Éric Vergne       | Techeetah-DS     | 1:39.066  | 1:38.947 | 5    |
| 6                   | 28 | Maximilian Günther     | Andretti-BMW     | 1:39.068  | 1:39.751 | 11   |
| 7                   | 4  | Robin Frijns           | Virgin-Audi      | 1:39.081  |          | 6    |
| 8                   | 17 | Nyck de Vries          | Mercedes         | 1:39.162  |          | 7    |
| 9                   | 99 | Pascal Wehrlein        | Porsche          | 1:39.241  |          | 8    |
| 10                  | 23 | Sébastien Buemi        | e.dams-Nissan    | 1:39.348  |          | 9    |
| 11                  | 10 | Sam Bird               | Jaguar           | 1:39.443  |          | 10   |
| 12                  | 20 | Mitch Evans            | Jaguar           | 1:39.654  |          | 12   |
| 13                  | 94 | Alex Lynn              | Mahindra         | 1:39.743  |          | 13   |
| 14                  | 71 | Norman Nato            | Venturi-Mercedes | 1:39.762  |          | 14   |
| 15                  | 29 | Alexander Sims         | Mahindra         | 1:39.829  |          | 15   |
| 16                  | 7  | Sérgio Sette Câmara    | Dragon-Penske    | 1:39.943  |          | 16   |
| 17                  | 6  | Nico Müller            | Dragon-Penske    | 1:40.057  |          | 17   |
| 18                  | 13 | António Félix da Costa | Techeetah-DS     | 1:40.079  |          | 18   |
| 19                  | 88 | Tom Blomqvist          | NIO              | 1:40.120  |          | 21   |
| 20                  | 27 | Jake Dennis            | Andretti-BMW     | 1:40.456  |          | 19   |
| 21                  | 33 | René Rast              | Audi             | 1:48.022  |          | 20   |
| 110%-tijd: 1:48.340 |    |                        |                  |           |          |      |
| 22                  | 37 | Nick Cassidy           | Virgin-Audi      | 1:51.081  |          | 22   |
| 23                  | 48 | Edoardo Mortara        | Venturi-Mercedes | geen tijd |          | 23   |
| 24                  | 8  | Oliver Turvey          | NIO              | geen tijd |          | Pit  |

### Race
| Pos | No | Coureur                | Team                      | Rondes | Tijd/Oorzaak uitval | Grid | Punten |
| --- | -- | ---------------------- | ------------------------- | ------ | ------------------- | ---- | ------ |
| 1   | 25 | Jean-Éric Vergne       | Techeetah-DS              | 24     | 48:47.177           | 5    | 25     |
| 2   | 10 | Sam Bird               | Jaguar                    | 24     | +0.461              | 10   | 18     |
| 3   | 20 | Mitch Evans            | Jaguar                    | 24     | +0.756              | 12   | 16     |
| 4   | 4  | Robin Frijns           | Virgin-Audi               | 24     | +1.034              | 6    | 12     |
| 5   | 23 | Sébastien Buemi        | e.dams-Nissan             | 24     | +3.142              | 9    | 10     |
| 6   | 33 | René Rast              | Audi Sport ABT Schaeffler | 24     | +3.534              | 20   | 8      |
| 7   | 99 | Pascal Wehrlein        | Porsche                   | 24     | +3.918              | 8    | 6      |
| 8   | 94 | Alex Lynn              | Mahindra                  | 24     | +5.720              | 13   | 4      |
| 9   | 28 | Maximilian Günther     | Andretti-BMW              | 24     | +18.296             | 11   | 2      |
| 10  | 88 | Tom Blomqvist          | NIO                       | 24     | +19.089             | 21   | 1      |
| 11  | 71 | Norman Nato            | Venturi-Mercedes          | 24     | +20.045             | 14   |        |
| 12  | 22 | Oliver Rowland         | e.dams-Nissan             | 24     | +20.270             | 3    | 1      |
| 13  | 6  | Nico Müller            | Dragon-Penske             | 24     | +21.155             | 17   |        |
| 14  | 36 | André Lotterer         | Porsche                   | 24     | +22.987             | 2    |        |
| 15  | 37 | Nick Cassidy           | Virgin-Audi               | 24     | +23.763             | 22   |        |
| 16  | 7  | Sérgio Sette Câmara    | Dragon-Penske             | 24     | +26.415             | 16   |        |
| DNF | 11 | Lucas di Grassi        | Audi                      | 21     | Aandrijving         | 4    |        |
| DNF | 17 | Nyck de Vries          | Mercedes                  | 21     | Schade ongeluk      | 7    |        |
| DNF | 5  | Stoffel Vandoorne      | Mercedes                  | 21     | Ongeluk             | 1    | 3      |
| DNF | 13 | António Félix da Costa | Techeetah-DS              | 20     | Lekke band          | 18   |        |
| DNF | 27 | Jake Dennis            | Andretti-BMW              | 17     | Schade ongeluk      | 19   |        |
| DNF | 48 | Edoardo Mortara        | Venturi-Mercedes          | 10     | Schade ongeluk      | 23   |        |
| DNF | 29 | Alexander Sims         | Mahindra                  | 2      | Schade ongeluk      | 15   |        |
| DNS | 8  | Oliver Turvey          | NIO                       | 0      | Schade              | Pit  |        |

## Race 2

### Kwalificatie
| Pos                 | No | Coureur                | Team             | Q1        | Q2       | Grid |
| ------------------- | -- | ---------------------- | ---------------- | --------- | -------- | ---- |
| 1                   | 37 | Nick Cassidy           | Virgin-Audi      | 1:56.860  | 1:52.011 | 1    |
| 2                   | 71 | Norman Nato            | Venturi-Mercedes | 1:56.006  | 1:52.343 | 2    |
| 3                   | 99 | Pascal Wehrlein        | Porsche          | 1:58.777  | 1:52.630 | 3    |
| 4                   | 5  | Stoffel Vandoorne      | Mercedes         | 1:59.105  | 1:54.359 | 4    |
| 5                   | 28 | Maximilian Günther     | Andretti-BMW     | 1:58.274  | 1:54.701 | 5    |
| 6                   | 29 | Alexander Sims         | Mahindra         | 1:58.500  | 1:55.598 | 6    |
| 7                   | 48 | Edoardo Mortara        | Venturi-Mercedes | 1:59.497  |          | 7    |
| 8                   | 22 | Oliver Rowland         | e.dams-Nissan    | 1:59.512  |          | 8    |
| 9                   | 6  | Nico Müller            | Dragon-Penske    | 1:59.630  |          | 9    |
| 10                  | 23 | Sébastien Buemi        | e.dams-Nissan    | 1:59.701  |          | 10   |
| 11                  | 10 | Sam Bird               | Jaguar           | 1:59.739  |          | 11   |
| 12                  | 20 | Mitch Evans            | Jaguar           | 2:00.128  |          | 12   |
| 13                  | 11 | Lucas di Grassi        | Audi             | 2:00.150  |          | 13   |
| 14                  | 88 | Tom Blomqvist          | NIO              | 2:00.205  |          | 14   |
| 15                  | 13 | António Félix da Costa | Techeetah-DS     | 2:00.557  |          | 15   |
| 16                  | 94 | Alex Lynn              | Mahindra         | 2:00.943  |          | 16   |
| 17                  | 8  | Oliver Turvey          | NIO              | 2:01.197  |          | Pit  |
| 18                  | 17 | Nyck de Vries          | Mercedes         | 2:01.229  |          | 17   |
| 19                  | 4  | Robin Frijns           | Virgin-Audi      | 2:02.038  |          | 18   |
| 20                  | 33 | René Rast              | Audi             | 2:02.061  |          | 19   |
| 21                  | 25 | Jean-Éric Vergne       | Techeetah-DS     | 2:04.864  |          | 20   |
| 110%-tijd: 2:07.606 |    |                        |                  |           |          |      |
| 22                  | 36 | André Lotterer         | Porsche          | geen tijd |          | 21   |
| 23                  | 7  | Sérgio Sette Câmara    | Dragon-Penske    | geen tijd |          | 22   |
| 24                  | 27 | Jake Dennis            | Andretti-BMW     | geen tijd |          | 23   |

### Race
| Pos | No | Coureur                | Team                      | Rondes | Tijd/Oorzaak uitval | Grid | Punten |
| --- | -- | ---------------------- | ------------------------- | ------ | ------------------- | ---- | ------ |
| 1   | 5  | Stoffel Vandoorne      | Mercedes                  | 23     | 46:52.603           | 4    | 26     |
| 2   | 29 | Alexander Sims         | Mahindra                  | 23     | +0.666              | 6    | 18     |
| 3   | 99 | Pascal Wehrlein        | Porsche                   | 23     | +2.346              | 3    | 15     |
| 4   | 48 | Edoardo Mortara        | Venturi-Mercedes          | 23     | +5.018              | 7    | 12     |
| 5   | 28 | Maximilian Günther     | Andretti-BMW              | 23     | +5.305              | 5    | 10     |
| 6   | 20 | Mitch Evans            | Jaguar                    | 23     | +5.671              | 12   | 8      |
| 7   | 13 | António Félix da Costa | Techeetah-DS              | 23     | +6.133              | 15   | 6      |
| 8   | 88 | Tom Blomqvist          | NIO                       | 23     | +12.032             | 14   | 4      |
| 9   | 6  | Nico Müller            | Dragon-Penske             | 23     | +12.872             | 9    | 2      |
| 10  | 23 | Sébastien Buemi        | e.dams-Nissan             | 23     | +14.795             | 10   | 1      |
| 11  | 25 | Jean-Éric Vergne       | Techeetah-DS              | 23     | +15.676             | 20   |        |
| 12  | 7  | Sérgio Sette Câmara    | Dragon-Penske             | 23     | +16.009             | 22   |        |
| 13  | 27 | Jake Dennis            | Andretti-BMW              | 23     | +16.352             | 23   |        |
| 14  | 8  | Oliver Turvey          | NIO                       | 23     | +17.134             | Pit  |        |
| 15  | 36 | André Lotterer         | Porsche                   | 23     | +17.838             | 21   |        |
| 16  | 22 | Oliver Rowland         | e.dams-Nissan             | 23     | +21.140             | 8    |        |
| 17  | 94 | Alex Lynn              | Mahindra                  | 23     | +37.697             | 16   |        |
| 18  | 4  | Robin Frijns           | Virgin-Audi               | 23     | +43.103             | 18   |        |
| DNF | 10 | Sam Bird               | Jaguar                    | 22     | Ongeluk             | 11   |        |
| DNF | 17 | Nyck de Vries          | Mercedes                  | 22     | Ongeluk             | 17   |        |
| DNF | 37 | Nick Cassidy           | Virgin-Audi               | 21     | Schade ongeluk      | 1    | 3      |
| DNF | 33 | René Rast              | Audi Sport ABT Schaeffler | 19     | Ongeluk             | 19   |        |
| DNF | 11 | Lucas di Grassi        | Audi                      | 7      | Ongeluk             | 13   |        |
| DSQ | 71 | Norman Nato            | Venturi-Mercedes          | 23     | Gediskwalificeerd   | 2    | 1      |

## Tussenstanden wereldkampioenschap

### Coureurs
| Positie | No. | Rijder                 | Team             | Punten |
| ------- | --- | ---------------------- | ---------------- | ------ |
| 01      | 10  | Sam Bird               | Jaguar           | 43     |
| 02      | 20  | Mitch Evans            | Jaguar           | 39     |
| 03      | 4   | Robin Frijns           | Virgin-Audi      | 34     |
| 04      | 5   | Stoffel Vandoorne      | Mercedes         | 33     |
| 05      | 17  | Nyck de Vries          | Mercedes         | 32     |
| 06      | 99  | Pascal Wehrlein        | Porsche          | 32     |
| 07      | 48  | Edoardo Mortara        | Venturi-Mercedes | 30     |
| 08      | 25  | Jean-Éric Vergne       | Techeetah-DS     | 25     |
| 09      | 29  | Alexander Sims         | Mahindra         | 24     |
| 10      | 13  | António Félix da Costa | Techeetah-DS     | 21     |

### Constructeurs
| Positie | Team             | Punten |
| ------- | ---------------- | ------ |
| 01      | Jaguar           | 82     |
| 02      | Mercedes         | 65     |
| 03      | Techeetah-DS     | 46     |
| 04      | Virgin-Audi      | 37     |
| 05      | Porsche          | 32     |
| 06      | Venturi-Mercedes | 31     |
| 07      | Mahindra         | 28     |
| 08      | Audi             | 27     |
| 09      | e.dams-Nissan    | 26     |
| 10      | Dragon-Penske    | 24     |